# Franciscaner Missionarissen van het Eeuwig Woord

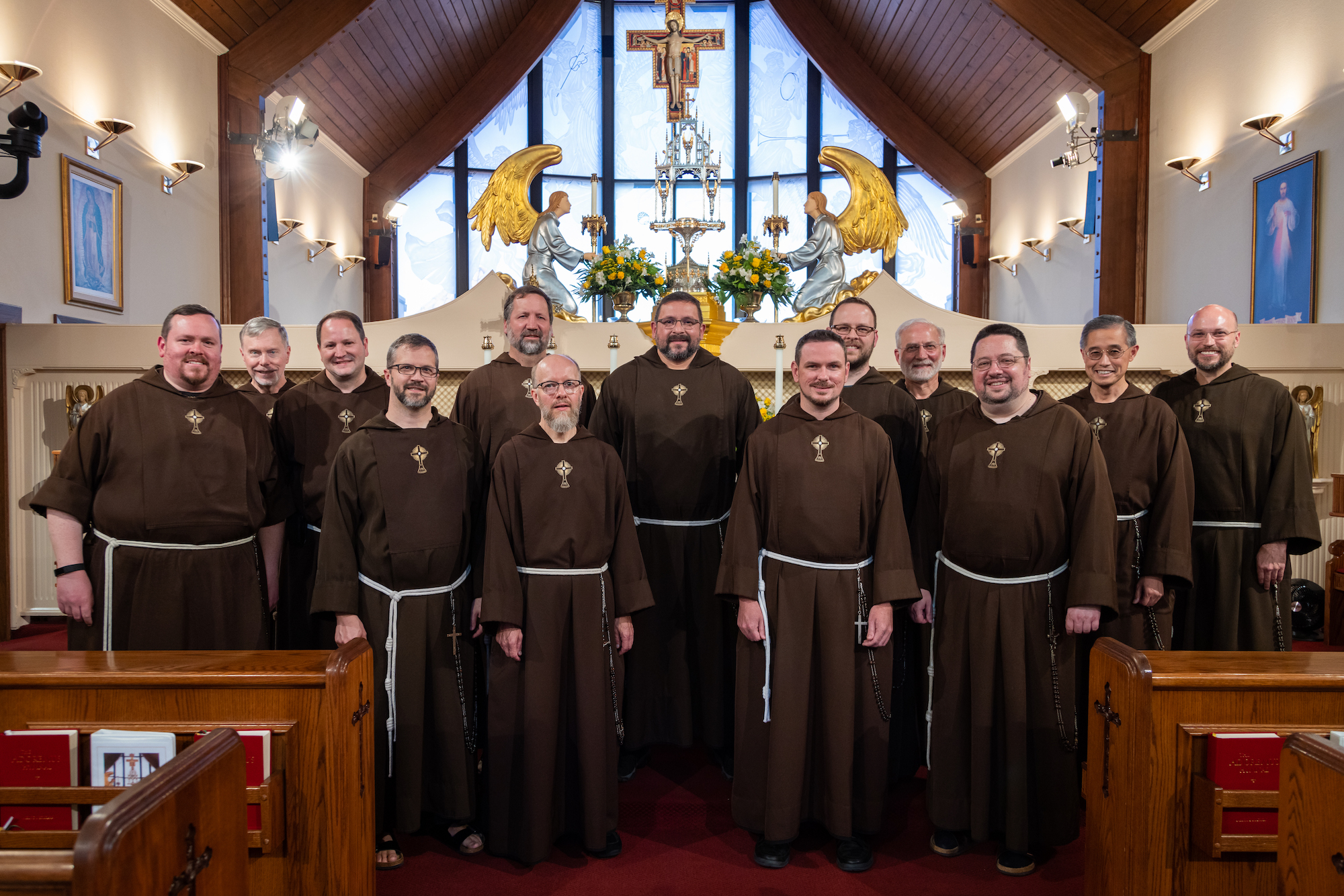
MFVA Community in 2022

De rooms-katholieke congregatie van de Franciscaner Missionarissen van het Eeuwig Woord (Engels: Franciscan Missionaries of the Eternal Word, Latijn: Missionarii Franciscani Verbi Aeterni, afkorting: MFVA) werd in 1987 in Irondale (Alabama) opgericht door een Amerikaanse non, Moeder Angelica OSC (1923-2016).